# Carlos Poblete
Carlos Poblete (Santiago; 13 de octubre de 1963) es un exfutbolista chileno apodado como El búfalo por su corpulencia física, que se desempeñaba como delantero.

## Trayectoria

### Carrera como Jugador
Carlos inició su carrera en Chile con Universidad de Chile en 1980, siendo debutado en 1981, y donde actuó hasta 1986 cuando es transferido al club Puebla, en su primera temporada en fútbol mexicano marcó 8 gol en 35 partidos, situación que no convence a los directivos y es prestado a Angeles donde mejora su accionar al registrar 20 goles en la temporada 87-88, que le vale ser repatriado por la franja donde ayuda al superliderato de 88-89 aportando 23 goles, para 89-90 incrementa aún más su nivel marcando 22 incluidos 2 goles en la final contra U de G para ser campeón en México en esta campaña formó al lado de Jorge Aravena una dupla bastante productiva entre 1988 y 1990 nivel que ayudó a conquistar el campeón de campeones y la copa México en 1990, también logró ganar la copa concacaf único título internacional del Puebla en 1991.
En 90-91 vino su accionar a menos pues marcó 4 goles, pero retoma un nivel en 91-92 ayudando a su club a llegar a la final que perdieron con León. Ese 1992 luego de la final al verse el equipo Poblano en problemas extra deportivos sale para ser fichado como estrella por Cruz Azul donde su rendimiento se vio afectado, por lo que fue enviado a Veracruz donde tras dos años regulares, regresa a Puebla donde vivió los sinsabores del último lugar marcando 7 goles por lo que sale mal del Puebla; en 1996 se enroló con O'Higgins con un paso discreto, regresa a México para jugar con el Curtidores donde dejó 12 goles entre el invierno 97 y verano 98, torneo donde anuncia su retiro del fútbol. Hasta el día de hoy Poblete es considerado uno de los más grandes futbolistas en la historia del club Puebla al lado de Jorge Aravena.

### Carrera como Técnico
Carlos Poblete dirigió como interino a Angeles de Puebla en torneo Invierno 2000 por una fecha, ha participado además como auxiliar en Puebla en distintos años, así participó como delegado del DIF Puebla en el periodo 2002-2005.
Fue hasta 2010 que previo al torneo apertura de la liga de ascenso el rector de la BUAP Enrique Agüera Ibáñez le da confianza al nombrarlo estratega de los Lobos BUAP, el chileno sin mucha experiencia como técnico arma el equipo impulsando la llegada de Sara y Miller que fueron buenos jugadores permitiendo una temporada aceptable de 27 puntos, clasificando al equipo que ante lesiones y falta de contundencia son eliminados por Veracruz en cuartos de final 2-1 global. Poblete pasó a formar parte del cuerpo técnico de Ruben Omar Romano en el Santos Laguna como auxiliar técnico a partir del clausura 2011.
Regresaría a Lobos BUAP para el Clausura 2012, inicio bien ganando 2 juegos pero con 4 derrotas consecutivas es cesado en la sexta fecha, su relevo Sergio Orduña llevó al equipo hasta la final que pierde con León.
Al final del Apertura 2012 logra debutar dirigiendo a Puebla, sustituyendo a Daniel Guzmán en las jornadas 16 y 17 logrando rescatar una unidad contra Atlas, pero sello su salida al caer contra el peor equipo del torneo Gallos Blancos 1-0. Para este Clausura 2012 trabaja en la directiva y fuerzas básicas del equipo.

### Cronista deportivo
A partir de 2007 TV Azteca incluyó al exjugador como analista en los encuentros de local del Puebla, el exdelantero dejó este cargo al finalizar el clausura 2009.

## Clubes

### Como jugador
| Equipo               | País   | Temporadas | Partidos | Goles |
| -------------------- | ------ | ---------- | -------- | ----- |
| Universidad de Chile | Chile  | 1983-1986  | 58       | 8     |
| Puebla FC            | México | 1986-1987  | 35       | 8     |
| Angeles              | México | 1987-1988  | 33       | 20    |
| Puebla FC            | México | 1988-1992  | 167      | 68    |
| Cruz Azul            | México | 1992-1993  | 35       | 14    |
| Veracruz             | México | 1993-1995  | 64       | 15    |
| Puebla FC            | México | 1995-1996  | 32       | 7     |
| O'Higgins            | Chile  | 1996       | 17       | 4     |
| Unión de Curtidores  | México | 1997-1998  | ?        | 12    |
| Total                | Total  | Total      | 441      | 144   |

### Como entrenador
| Club              | País   | Año  |
| ----------------- | ------ | ---- |
| Angeles de Puebla | México | 2000 |
| Lobos BUAP        | México | 2010 |

## Palmarés

### Campeonatos nacionales
| Título               | Club   | País   | Año       |
| -------------------- | ------ | ------ | --------- |
| Primera División     | Puebla | México | 1989-1990 |
| Copa México          | Puebla | México | 1989-1990 |
| Campeón de Campeones | Puebla | México | 1989-1990 |
| Copa Concacaf        | Puebla | México | 1991      |

### Distinciones individuales
| Distinción                                              | Año             |
| ------------------------------------------------------- | --------------- |
| Mejor delantero de la liga - Primera División de México | 1988-1989       |
| Máximo Goleador en la historia del Puebla Fútbol Club   | 1988-92/1995-96 |